# Art Buyer
Der Art Buyer einer Werbeagentur stellt den Kontakt zwischen einer Werbeagentur und allen externen künstlerischen Auftragnehmern einer Produktion her. Dies umfasst die Kalkulation von Kosten, die Auswahl passender Lokalitäten, den Einkauf von Fotografen und Illustratoren, die Klärung von Lizenzen und das Kümmern um Urheberrechte.
Um diese Tätigkeit ausüben zu können, ist üblicherweise eine kaufmännische Aus- oder Weiterbildung im Bereich Marketing/Werbung bzw. ein abgeschlossenes Studium im Bereich Medienwirtschaft und Medienmanagement erforderlich. Auch eine gestalterische Vorbildung ermöglicht den Zugang.